# Luna 9
Luna 9 war eine Raumsonde des sowjetischen Luna-Programms. Sie landete am 3. Februar 1966 als erste Raumsonde weich auf dem Mond.

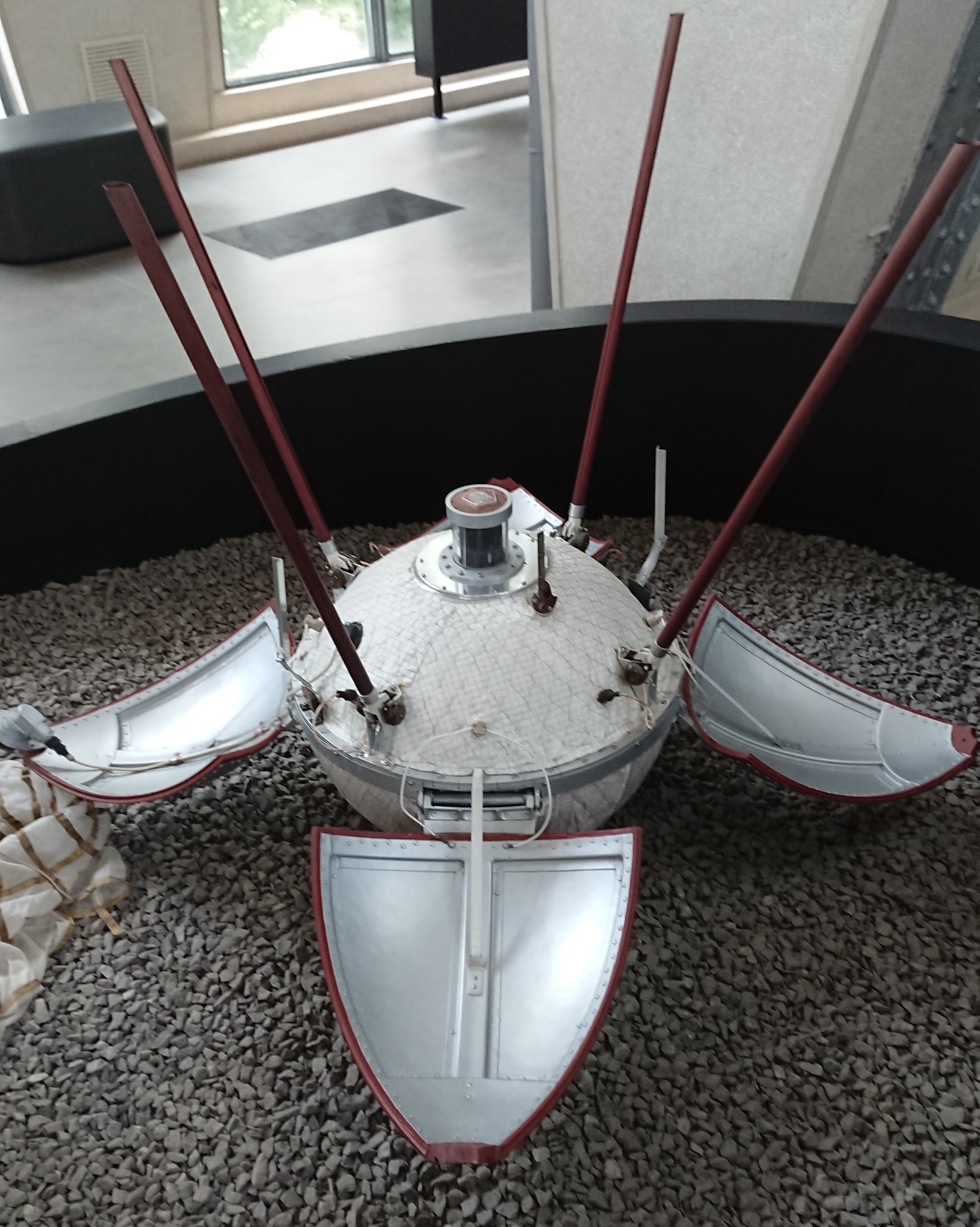
Modell der Luna-9-Landesonde

## Aufbau

### Landesonde
Der Hauptbestandteil von Luna 9 war die knapp 100 kg schwere Landesonde. Sie bestand aus einem kugelförmigen Druckbehälter mit einem Durchmesser von 58 cm und einem Innendruck von 1,2 bar. Im Inneren befanden sich der Steuercomputer, vier ausfahrbare Stabantennen, Batterien, und das Wärmeregelungssystem, welches die Innentemperatur konstant zwischen 19 und 30 °C halten sollte. Zur Abfederung der Landung war die Sonde von einem Airbagsystem umgeben; zudem waren außen am Druckbehälter vier Klappsegmente befestigt, welche die Sonde auf der Oberfläche stabilisieren sollten.
Die wissenschaftliche Ausrüstung bestand aus einem Gammaspektrometer, einem Strahlungsdetektor vom Typ SBM-10 sowie einer 1,5 kg schweren elektronischen Kamera, die nach oben gerichtet war und dank eines drehbaren Spiegels die gesamte Umgebung der Sonde aufnehmen konnte.

### Bus
Die Landesonde war auf dem viel größeren Satellitenbus befestigt. Dieser enthielt vor allem das Haupttriebwerk, vier kleinere Vernierdüsen und die dazugehörigen Treibstofftanks, die etwa 800 kg hypergolische Treibstoffe enthielten. Zwei seitliche Kompartimente, die insgesamt etwa 300 kg schwer waren, enthielten unter anderem das Radar-Altimeter und Stickstoff-Kaltgastriebwerke für die Lageregelung.

## Missionsverlauf

### Flug zum Mond
Luna 9 startete am 31. Januar 1966 um 11:41 Uhr UTC zunächst in einen elliptischen Parkorbit von 224 × 173 km Höhe. Nachdem die Blok-L-Oberstufe der Molnija-Rakete sie erfolgreich auf eine Transferbahn zum Mond gebracht hatte, wurde die Mission offiziell bekanntgegeben.
In der darauffolgenden Nacht ergaben Teleskopbeobachtungen, dass Luna 9 auf ihrer aktuellen Bahn den Mond um etwa 10.000 km verfehlen dürfte. Daher wurde am 1. Februar um 19:29 UTC eine Kurskorrektur mit einem Geschwindigkeitsimpuls (Delta v) von 71,2 m/s durchgeführt.

### Landung
In 8300 km Entfernung von der Mondoberfläche wurde die Sonde für die Landung korrekt ausgerichtet. In 75 km Höhe löste das Radar-Altimeter den Abwurf der Seitenmodule, das Aufblasen des Airbags um die Landekapsel und die Zündung des Haupttriebwerks. Dieses bremste Luna 9 innerhalb von 48 Sekunden von etwa 2,6 km/s auf wenige Meter pro Sekunde ab. In etwa 250 m Höhe wurde es abgeschaltet; für den restlichen Abstieg wurden ausschließlich die Vernier-Triebwerke verwendet.
In fünf Metern Höhe registrierte ein länglicher Sensor Bodenkontakt und die Landesonde wurde abgeworfen. Sie schlug am 3. Februar 1966 um 18:45 UTC mit etwa 6 m/s auf der Oberfläche auf und prallte mehrfach vom Boden ab, bevor sie schließlich am Rand eines 25 m großen Kraters zur Ruhe kam.
Der Landeplatz liegt im westlichen Teil des Oceanus Procellarum. Die Koordinaten werden meist mit 7,08° N, 64,37° W angegeben, der genaue Ort ist jedoch umstritten. Grund dafür ist, dass Luna 9 (anders als beispielsweise Surveyor 1) wegen ihrer geringen Größe noch nicht auf Bildern des Lunar Reconnaissance Orbiter identifiziert werden konnte.

### Oberflächenbetrieb
Rund vier Minuten nach der Landung wurden die Airbags entleert, die Antennen ausgefahren und die Klappsegmente geöffnet. Wenig später wurden die ersten Telemetriedaten übermittelt. Da die Sonne zu diesem Zeitpunkt erst vor kurzem aufgegangen war, wurde das erste Bild erst 7 Stunden nach der Landung aufgenommen, als die Sonne schon 7° über dem Horizont stand.

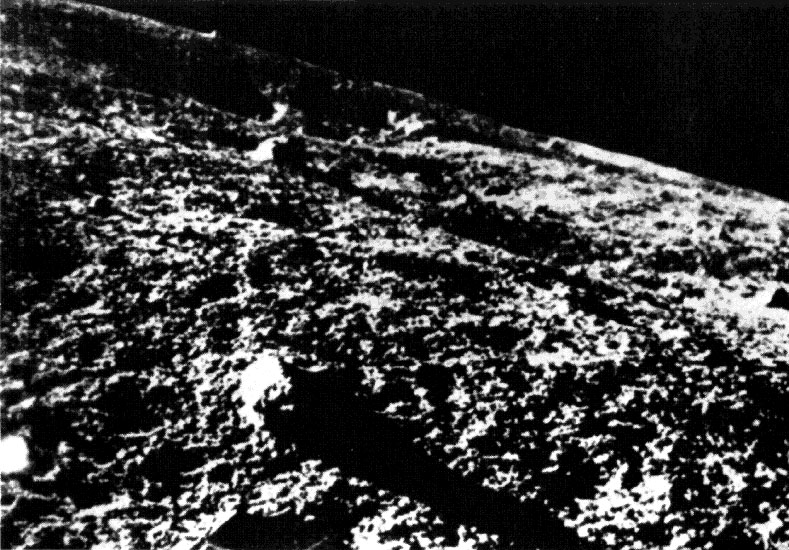
Erstes von Luna 9 übermitteltes Bild der Mondoberfläche

Dieses Bild wurde jedoch nicht in der Sowjetunion, sondern in Großbritannien erstmals veröffentlicht: Die Ingenieure am Jodrell-Bank-Radioobservatorium fingen die Übertragungen von Luna 9 ab und konnten das Bild mit der Unterstützung eines Journalisten relativ schnell auslesen, da es im damals üblichen Radiofax-Standard codiert war. Die sowjetischen Ingenieure hingegen mussten einige Stunden auf die offizielle Erlaubnis warten, das Bild zu veröffentlichen.
Bis zum letzten Funkkontakt am 6. Februar um 22:55 UTC wurden 9 Bilder, die insgesamt 4 Panoramaaufnahmen ergaben, übermittelt. Dabei konnten unerwarteterweise sogar Stereoaufnahmen aufgenommen werden, da sich die Neigung der Sonde und damit der Sichtpunkt der Kamera mit der Zeit verschob – möglicherweise weil sich der Schwerpunkt der Sonde verlagerte, als sich der Wassertank des Temperaturkontrollsystems allmählich leerte, oder weil der Mondregolith unter dem Gewicht der Sonde nachgab.

## Ergebnisse
Luna 9 übermittelte die ersten direkten Aufnahmen von der Oberfläche des Mondes. Die Bilder bestätigten, dass die Oberfläche aus festem Material besteht und keine dicke Staubschicht vorhanden ist, in der Raumfahrzeuge versinken könnten – eine bis dahin nicht ausgeschlossene Möglichkeit. Darüber hinaus maß die Sonde an ihrer Landestelle eine Strahlenbelastung von 0,3 mGy pro Tag.